# Lilo (software)
Lilo (Linux Loader) is een van de beschikbare bootmanagers voor Linux. Het werd van 1992 tot 1998 ontwikkeld door Werner Almesberger. Van 1999 tot 2007 ontwikkelde John Coffman Lilo verder. Sinds 2010 is de huidige ontwikkelaar Joachim Wiedorn. In vele Linuxdistributies werd Lilo vervangen door GRUB als standaard bootloader.
Lilo kan zowel in de MBR als in de rootpartitie geplaatst worden. In dat laatste geval dient er wel een andere bootloader in de MBR aanwezig te zijn.
Lilo is niet verbonden aan een specifiek bestandssysteem en kan besturingssystemen vanaf een floppy- of harddisk laden door middel van het BIOS. Dit betekent echter wel dat Lilo dezelfde restricties als het BIOS heeft. Zo kan de bootloader een kernelimage niet laden als die zich in een bootpartitie boven de 1024 cilinders (ongeveer 8GB) bevindt. Om dit op te lossen kan men bijvoorbeeld LBA-mode in het BIOS activeren.
Bij het opstarten van een computer geeft Lilo de mogelijkheid de gebruiker een menu te presenteren waar gekozen kan worden welk besturingssysteem moet worden gestart.
De configuratie van Lilo staat standaard in /etc/lilo.conf. Dit bestand bestaat uit een globale sectie, gevolgd door één of meerdere image-secties. Indien u de configuratie verandert dient u /sbin/lilo uit te voeren zodat de wijzigingen effectief worden weggeschreven.